# Етана
Етана (сумерски: 𒂊𒋫𒈾) био је тринаести краљ прве династије Киша, према Списку краљева Сумера. Наведен је као наследник Арвијума, сина Машде, на престолу Киша. Списак такође назива Етану „пастиром, који се узнео на небо и ујединио све стране земље”, и наводи да је владао 1.560 година (неки преписи наводе 635), пре него што га је наследио његов син Балих, за кога се каже да је владао 400 година. Краљеви из раног дела Списка краљева Сумера обично се не сматрају историјским личностима, осим ако се помињу у ранодинастичким изворима. Етана је један од њих.

## Мит
Једна вавилонска легенда каже да је Етана очајнички желео да има дете, све док једног дана није помогао орлу који је био на ивици глади. Орaо га је потом однео у небеса како би пронашао дрво рађања. То је довело до рођења његовог сина, Балиха.
У детаљној верзији легенде, постоји дрво на чијем врху се налази орлово гнездо, док се у подножју налази змија. И змија и орао обећали су Утуу (богу сунца) да ће се понашати добро једно према другом, и они деле храну са својом децом.
Међутим, једног дана, орао поједе змијину децу. Када се змија вратила, почела је да плаче. Уту јој каже да се сакрије у стомак мртвог бика. Орао се спусти да поједе бика, али га змија зароби и баци у јаму, оставивши га да умре од глади и жеђи. Уту тада шаље човека, Етану, да помогне орлу. Етана спасава орла, али га истовремено моли да му помогне да пронађе дрво рађања како би добио сина. Орао узлеће са Етаном до небеса бога Ана, али се Етана уплаши у ваздуху и враћа се на земљу. Након другог покушаја, проналази дрво рађања и тиме успева да добије сина, Балиха.
До сада су пронађене верзије легенде на три језика. Старовавилонска верзија потиче из Сузе и Тел Хармала, средњеасирска из Асура, а стандардна верзија из Ниниве.

## Анализа
Фолклористи препознају да прича о Етани који помаже орлу одговара Арн-Томпсон-Утеровом типу бајке АТУ 537, „Орао као помоћник: Јунак ношен на крилима орла помоћника”. Такође је предложено да је мит о Етани зачетник овог фолклорног типа у каснијој усменој традицији.